# Grammarly
Grammarly（グラマリー）はアメリカの多国籍テクノロジー企業である。人工知能と自然言語処理を用いたデジタルライティングツールを開発している。機械学習とディープラーニングのアルゴリズムを駆使した製品を通して、文法チェック・スペルチェック・盗用検出 のためのサービスを提供している。Grammarly のサービスは、提案機能も備えている。より意味を明瞭にするため、より簡潔な表現にするため、あるいは他の言葉や表現および言い回しを検討するための提案を行う。 
Grammaly のソフトウェアは、2009年7月にウクライナのキーウで最初にリリースされた。現在は本社をサンフランシスコに置き、キーウ・ニューヨーク・バンクーバー・ベルリンにオフィスを構えている。   

## 機能の詳細
Grammaly は、文法・スペル・句読点・単語選択・表現に関して、間違っている可能性があるものを、標準的な規範文法に則って自動的に検出する。アルゴリズムによって、テキスト内において問題があるらしい箇所にフラグを立てて、文法・スペル・言い回し・表現スタイル・句読点・盗用それぞれの観点から、文脈に沿った修正内容を提案する。プラットフォームとして、ウェブエディタならびにデスクトップエディタ、あるいは Chrome・Safari・Firefox・Edge のブラウザ拡張機能、さらには iOS・Android のアプリが利用できる。Grammarlyは使用する場所で動作するためGmail、Twitter、LinkedIn等に投稿/書き込みしている時、Grammarlyによって修正される。Grammarlyは文法やスペルの修正以外でも、個人の文章の書き方/スタイル、癖を判断し、自分を表現するのに最適な単語を探し出すことが可能。

## 説明とライセンスの種類
一部の機能は、プレミアムプランのユーザーのみが使用可能である。プレミアムプランは、月払いまたは年払いで利用できる。Grammarly Businessという名前のエンタープライズツールも提供されている。 個人使用で無料で使用も可能だが、機能がより充実した有料のライセンスも用意されている。個人使用のPremium licenseとチーム使用であるBusiness license。Business licenseは最低3ユーザからの購入となる。＠eduという学生と教職員専用のランセンスプランも用意されている。またGrammarly Desktop Apps、Grammarly for MS Office も無料ダウンロード可能。The Grammarly Keyboardはスマートフォン専用のアプリケーション。無料で使用可能で、このキーボードを使用することにより明確で間違いのないメールや投稿が可能となる。  

## 公式ウェブサイトのブログとサービス
公式ウェブサイト上に Grammar Tips という名前で、英文法に関してしばしば悩まされる問題についての記事がまとめられている。また Grammar Check という名前で、英語の文章を無料で自動チェックするオンラインサービスが公開されている。

## 歴史

2022年2月から使用されているウクライナの国旗の配色を用いたロゴ

Grammarly は、2009年に、ウクライナ人である Alex Shevchenko・Max Lytvyn・Dmytro Lider によって開発された。  バックエンドの実装は Common Lisp で行われた。このソフトウェアは、カリフォルニア州サンフランシスコの Grammarly, Inc. 社が所有している。 
2017年5月、同社は、最初の資金調達で1億1000万ドルを調達した。 2019年10月、同社は、2回目の調達で9億ドルを調達し、企業評価額は10億ドルを超えた。ウクライナ発の初めてのユニコーン企業である。 
2018年10月、Grammarly は、Google ドキュメントをサポートすることを発表した。 
2018年に、Grammarly のデスクトップ版ウェブブラウザに対するアドオン製品において、セキュリティバグが発見された。ユーザーが Grammarly Editor で入力したすべての内容が、Webサイト側からアクセスできるようになっている、というものであった。Google ChromeとMozilla Firefoxに関わるこのバグは、すぐに修正された。Grammaly の発表によると、このセキュリティの脆弱性を突いた攻撃によって顧客のアカウントデータがアクセスされた形跡は無かった。